# Josef Mayr-Nusser
Blahoslavený Josef Mayr-Nusser (27. prosince 1910 Bolzano - 24. února 1945 u Erlangenu) byl německojazyčný jihotyrolan, katolický aktivista a mučedník, utýraný nacisty poté, co odmítl složit přísahu věrnosti Adolfu Hitlerovi.

## Úcta
Papež František jej blahořečil 18. března 2017. Pohřben je v malém kostele sv. Josefa v obci Stella di Renon nad Bolzanem. Připomínáme si ho 3. října, při příležitostí výročí jeho odmítnutí přísahat.